# ピラゾロピリジン

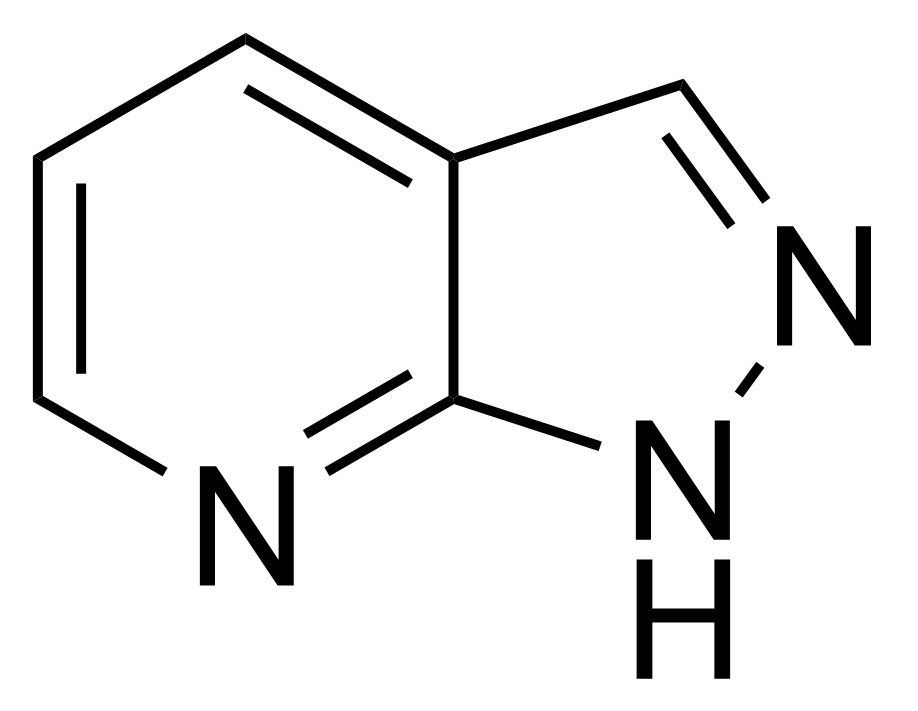
このグループの化合物の構造のベースであるピラゾロ[3,4-b]ピリジンの構造

ピラゾロピリジン(Pyrazolopyridine)は、GABAA受容体のバルビツール酸結合部位を通じて、正のアロステリック調節因子として作用する抗不安薬として研究されている薬剤のグループである。以下のような化合物が含まれる。
- カルタゾレート (SQ-65,396)
- エタゾレート (SQ-20,009)
- ICI-190,622
- トラカゾレート (ICI-136,753)